# Nucleo operativo di risposta alle crisi di EUFOR
Il Nucleo operativo di risposta alle crisi di EUFOR (acronimo EUFOR CROC, dall'inglese EUFOR Crisis Response Operation Core) è un progetto di difesa di punta dell'Unione europea in fase di sviluppo nell’ambito della cooperazione strutturata permanente (PESCO). Il CROC contribuirà alla creazione di un "pacchetto di forze a spettro completo" per accelerare la fornitura di forze militari e le capacità di gestione delle crisi dell'UE. Il CROC è destinato a essere una forza militare di 60 000 uomini composta da tre divisioni di quattro battaglioni ciascuna. Gli stati che hanno avviato il progetto nel 2017 sono stati Francia, Germania, Italia e Spagna.

## Missione
Invece di creare una forza armata permanente, il progetto prevede la creazione di un catalogo concreto di elementi militari che accelererebbe la creazione di una forza operativa quando l’Unione decidesse di lanciare un’operazione. È incentrato sulla dimensione terrestre e mira a mettere in campo una forza di 60 000 soldati provenienti solo dai paesi contributori. Sebbene non istituisca alcuna forma di "esercito europeo", prevede una forza dispiegabile e interoperabile sotto un unico comando.

## Attori coinvolti
La Germania è a capo del progetto, ma anche la Francia è fortemente coinvolta poiché il tema è legato alla proposta del presidente Emmanuel Macron di creare una forza d'intervento permanente dell'Unione europea. La Francia vede questo progetto come un esempio di ciò che dovrebbe fare la cooperazione strutturata permanente (PESCO).
A partire da settembre 2021 Cipro, Francia, Germania, Grecia, Italia e Spagna partecipano al progetto e altri stati membri potrebbero aderire.

### Stati partecipanti
- Germania - coordinatore
- Austria
- Cipro
- Francia
- Grecia
- Italia
- Paesi Bassi
- Spagna

Osservatori:
- Belgio
- Rep. Ceca
- Portogallo
- Slovenia